# Neurodiversitet
Neurodiversitet (engelsk: Neurodiversity) betegner den forskellighed i hjerners funktion, som observeres i en befolkningsgruppe, eksempelvis på en arbejdsplads eller i et land. Diversiteten omfatter både neurodivergente og neurotypiske personer. Neurodivergens betyder, at en hjerne har atypiske karakteristika. Disse tilfælde kan f.eks. diagnosticeres med autisme, ADHD, ordblindhed, OCD eller Tourettes syndrom. Neurotypisk betyder, at hjernen fungerer således, at den ikke opfylder diagnosekriterierne for nogen neurodivergente diagnoser. Ifølge en avisartikel i Jyllands-Posten i 2024 er begrebet "neurotypisk" blevet dannet for at kunne tale om personer uden diagnoser uden at bruge ordet "normal".
Begrebet neurodiversitet knytter sig til den opfattelse, at divergerende menneskelige neurologier er normalt forekommende. Ud fra denne synsvinkel er det således forkert at betragte neurologiske afvigelser som f.eks. autisme som sygdomme eller fejl, der skal rettes. Der argumenteres i stedet for, at de vanskeligheder, man kan møde som person med en neurologi, der er anderledes end flertallets, ofte skyldes barrierer og manglende forståelse og rummelighed fra det omkringliggende samfund.

## Begrebets oprindelse
Begrebet neurodiversitet har været kendt siden 1998, hvor det blev anvendt af den australske sociolog Judy Singer, der ser autisme som en naturlig hjernevariation i stedet for en hjerneforstyrrelse.

## Statistik
Det skønnes, at mellem 15 og 20 procent af verdens befolkning er neurodivergent. Større åbenhed overfor neurodivergens har bl.a. fået opmærksomhed blandt danske virksomheder som følge af mangel på arbejdskraft, der gør det vigtigere for virksomhederne at rekruttere andre befolkningsgrupper, der befinder sig i udkanten af arbejdsmarkedet.